# هرمان امیل فیشر
هرمان امیل فیشر (به آلمانی: Hermann Emil Fischer) (زاده ۹ اکتبر ۱۸۵۲ – درگذشته ۱۵ ژوئیه ۱۹۱۹)، شیمیدان آلمانی و برنده جایزه نوبل شیمی
امیل فیشر در جنگ اول جهانی در توسعه سلاح‌های شیمیایی آلمان فعالیت می‌کرد.
بعد از اینکه دو پسرش در جنگ کشته شدند، دست به خودکشی زد.
فیشر هشتمین فرزند و تنها پسر بازمانده لورنتس فیشر و جولی فیشر بود. لورنتس فیشر یک تاجر و کارآفرین محلی بود. امیل فیشر شیمی را در دانشگاه بن تحصیل کرد و در آنجا در سخنرانی های آگوست ککوله شرکت کرد، اما از آموزش عملی شیمی تجزیه در مدرسه ناامید شد.
او با پسر عمویش اتو فیشر در سال 1872 به دانشگاه استراسبورگ منتقل شد، جایی که آدولف فون بایر اخیراً به عنوان مدیر مؤسسه شیمی منصوب شده بود. فیشر در سال 1874 دکترای خود را زیر نظر بایر دریافت کرد و بایر فیشر را به عنوان دستیار خصوصی در آزمایشگاه تحقیقاتی خود انتخاب کرد.
بایر هنگامی که در سال 1875 به دانشگاه مونیخ نقل مکان کرد، فیشر را به عنوان دستیار حفظ کرد و به زودی فیشر را برای سمت دانشیار مسئول بخش تحلیلی توصیه کرد. فیشر در استراسبورگ و مونیخ به سرعت به عنوان یک شیمیدان آلی عالی شهرت یافت. او ترکیب فنیل هیدرازین را در سال 1875 کشف کرد و با پسر عمویش اتو ساختار رنگ‌های روزانیلین را که قبلاً توسط شیمی‌دان آلمانی آگوست ویلهلم فون هافمن کشف شده بود، ایجاد کرد. فیشر بر اساس کارش در شیمی آلی، به عنوان مدیر مؤسسه‌های شیمیایی دانشگاه‌های استانی باواریا ارلانگن (1882) و وورزبورگ (1885) منصوب شد.
د